# Tarachidia subcitrinalis
Tarachidia subcitrinalis là một loài bướm đêm trong họ Noctuidae.